# Steatoda triangulosa
Espèce
Synonymes
- Aranea triangulosa Walckenaer, 1802
- Theridion triangulifer Walckenaer, 1805
- Theridium venustissimum C. L. Koch, 1838
- Theridion punicum Lucas, 1846
- Theridion flavo-maculatum Lucas, 1846
- Theridion serpentinum Hentz, 1850
- Theridion saylori Fox, 1940
- Teutana lugubris Schenkel, 1963

Steatoda triangulosa, la Malmignatte des maisons est une espèce d'araignées aranéomorphes de la famille des Theridiidae.

## Distribution
Cette espèce se rencontre en Europe, en Afrique du Nord, en Turquie, en Irak, en Iran, en Asie centrale, en Russie jusqu'en Extrême-Orient russe, en Chine et en Corée du Sud.
Elle a été introduite aux États-Unis, au Canada, en Argentine, en Afrique du Sud et aux îles Canaries.

## Description

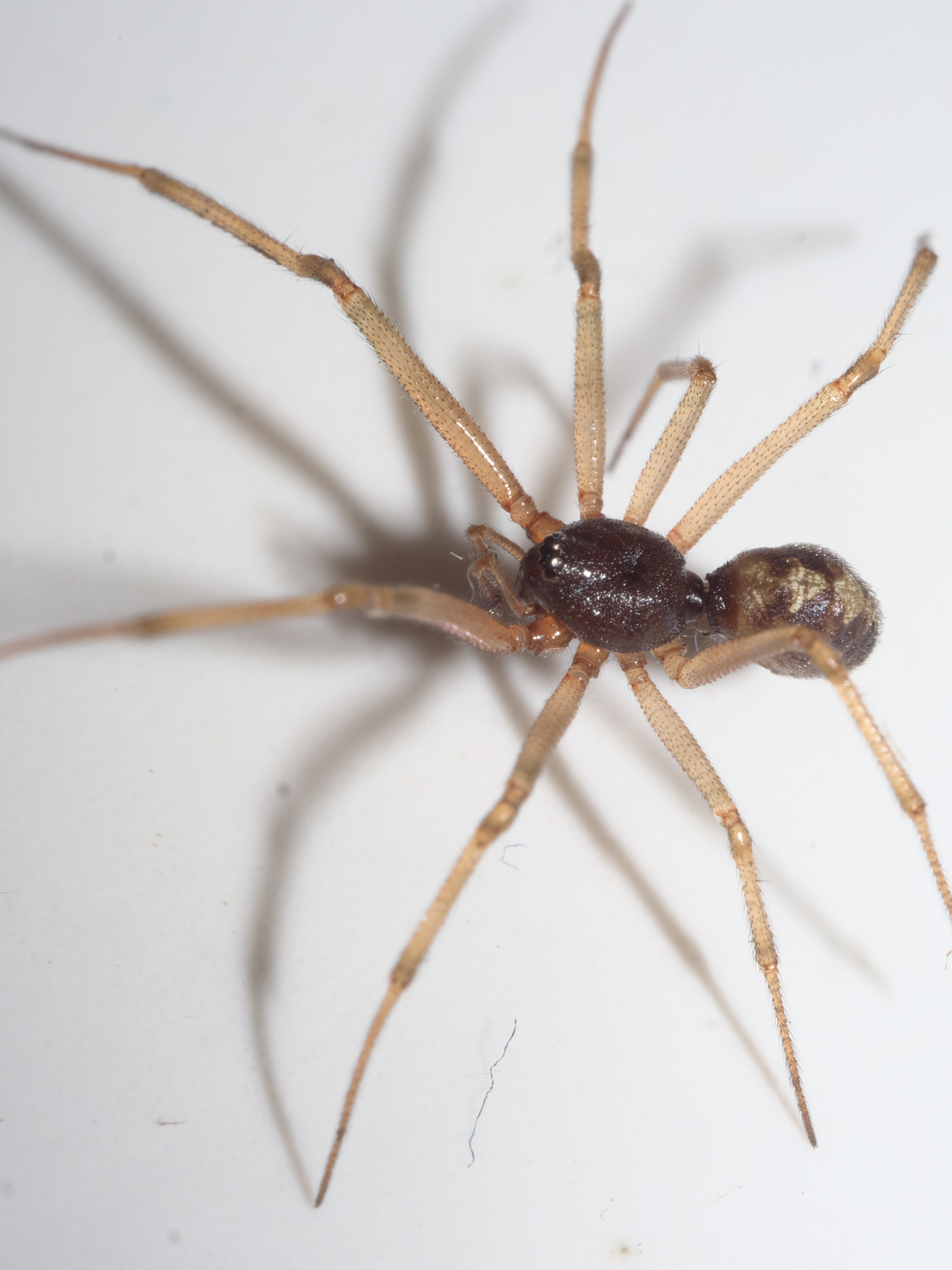
Steatoda triangulosa

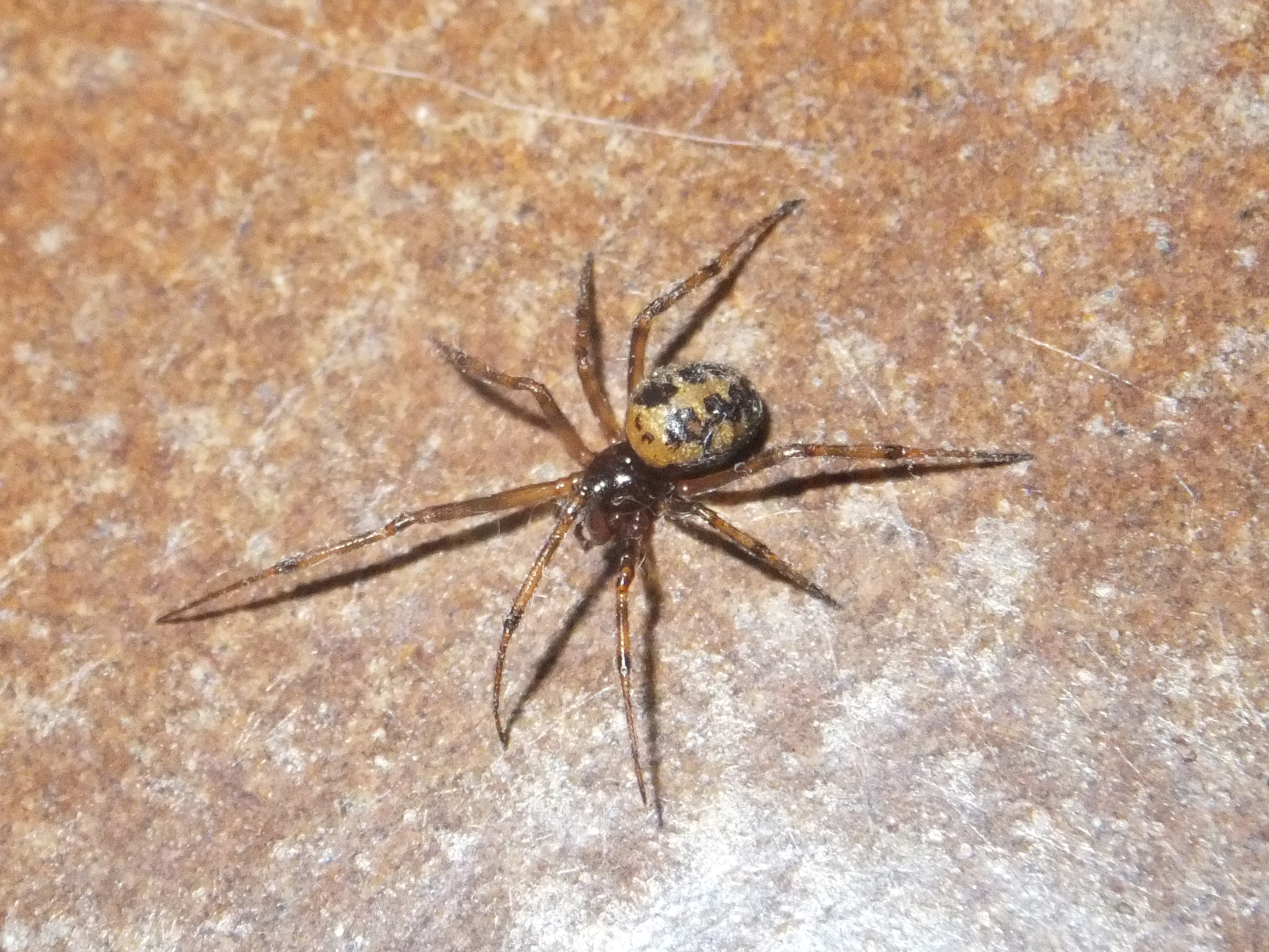
Steatoda triangulosa

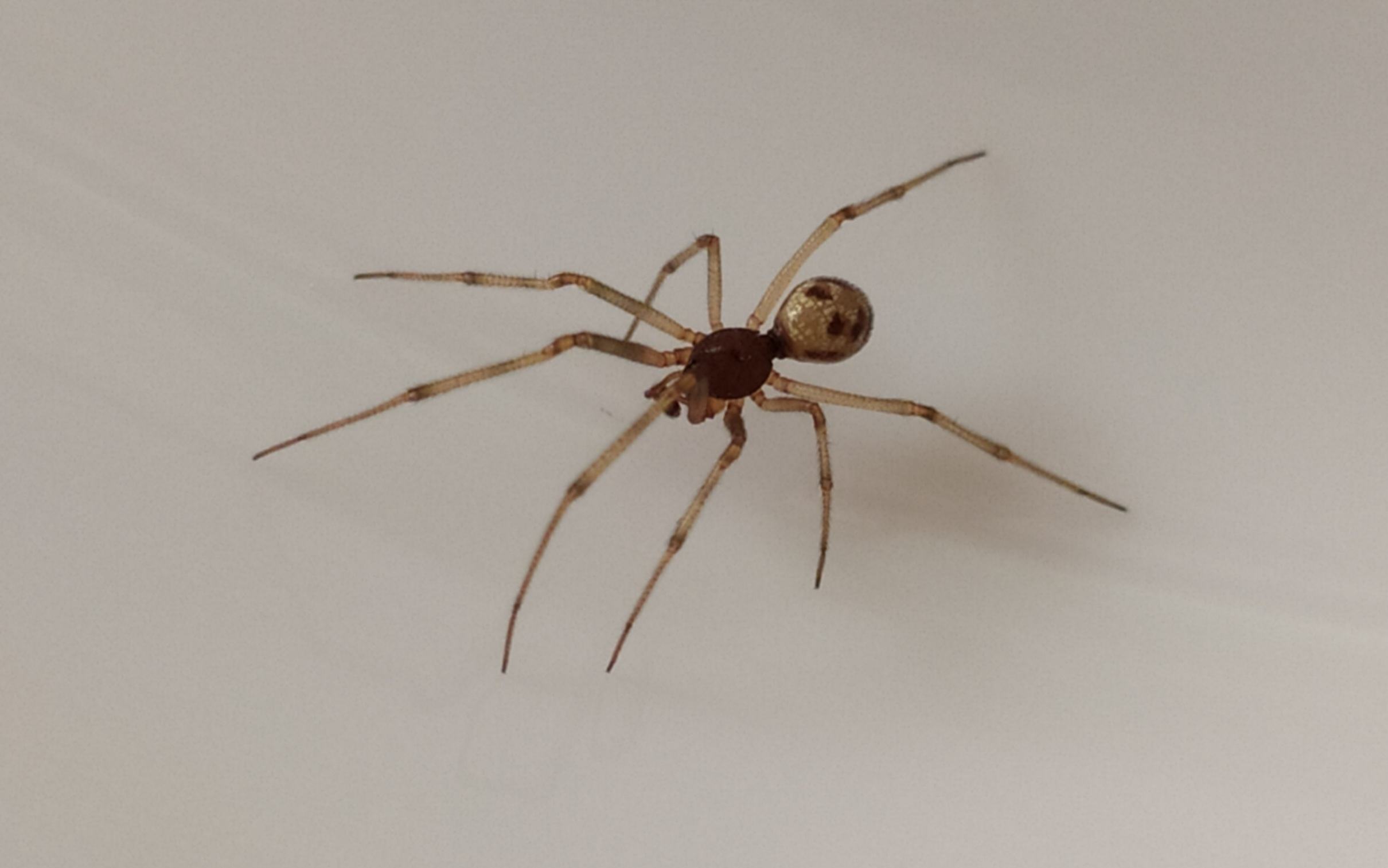
Steatoda triangulosa

Les mâles mesurent de 3,5 à 5,0 mm et les femelles de 3,5 à 8,6 mm

## Venin
L'envenimement des espèces du genre Steatoda est appelé stéatodisme. la morsure provoque des vomissements. Une morsure en France a été décrite.

## Systématique et taxinomie
Cette espèce a été décrite sous le protonyme Aranea triangulosa par Walckenaer en 1802. Elle est placée dans le genre Steatoda par Thorell en 1873, dans le genre Teutana par Simon en 1881 puis dans le genre Steatoda par Levi en 1957.
Theridion saylori a été placée en synonymie par Levi en 1957.
Theridion flavo-maculatum a été placée en synonymie par Levy et Amitai en 1982.
Teutana lugubris a été placée en synonymie par Zhu en 1998.
Steatoda triangulosa concolor a été élevée au rang d'espèce par Van Keer, Bosselaers et Oger en 2024.

## Publication originale
- Walckenaer, 1802 : Faune parisienne. Insectes. ou Histoire abrégée des insectes des environs de Paris. Paris, vol. 2, p. 207 texte intégral.